# Кобеля (Вармінсько-Мазурське воєводство)
Кобеля (пол. Kobiela, нім. Kobeln) — село в Польщі, у гміні Ківіти Лідзбарського повіту Вармінсько-Мазурського воєводства.
Населення — 177 осіб (2011).
У 1975-1998 роках село належало до Ольштинського воєводства.

## Демографія
Демографічна структура станом на 31 березня 2011 року:
|          | Загалом | Допрацездатний вік | Працездатний вік | Постпрацездатний вік |
| -------- | ------- | ------------------ | ---------------- | -------------------- |
| Чоловіки | 93      | 18                 | 63               | 12                   |
| Жінки    | 84      | 20                 | 49               | 15                   |
| Разом    | 177     | 38                 | 112              | 27                   |